# Hampshire Constabulary
Hampshire Constabulary – brytyjska formacja policyjna, pełniąca funkcję policji terytorialnej na obszarze hrabstw ceremonialnych Hampshire i Wight. Według stanu na wrzesień 2020, służba liczy 3022 funkcjonariuszy. 

## Galeria

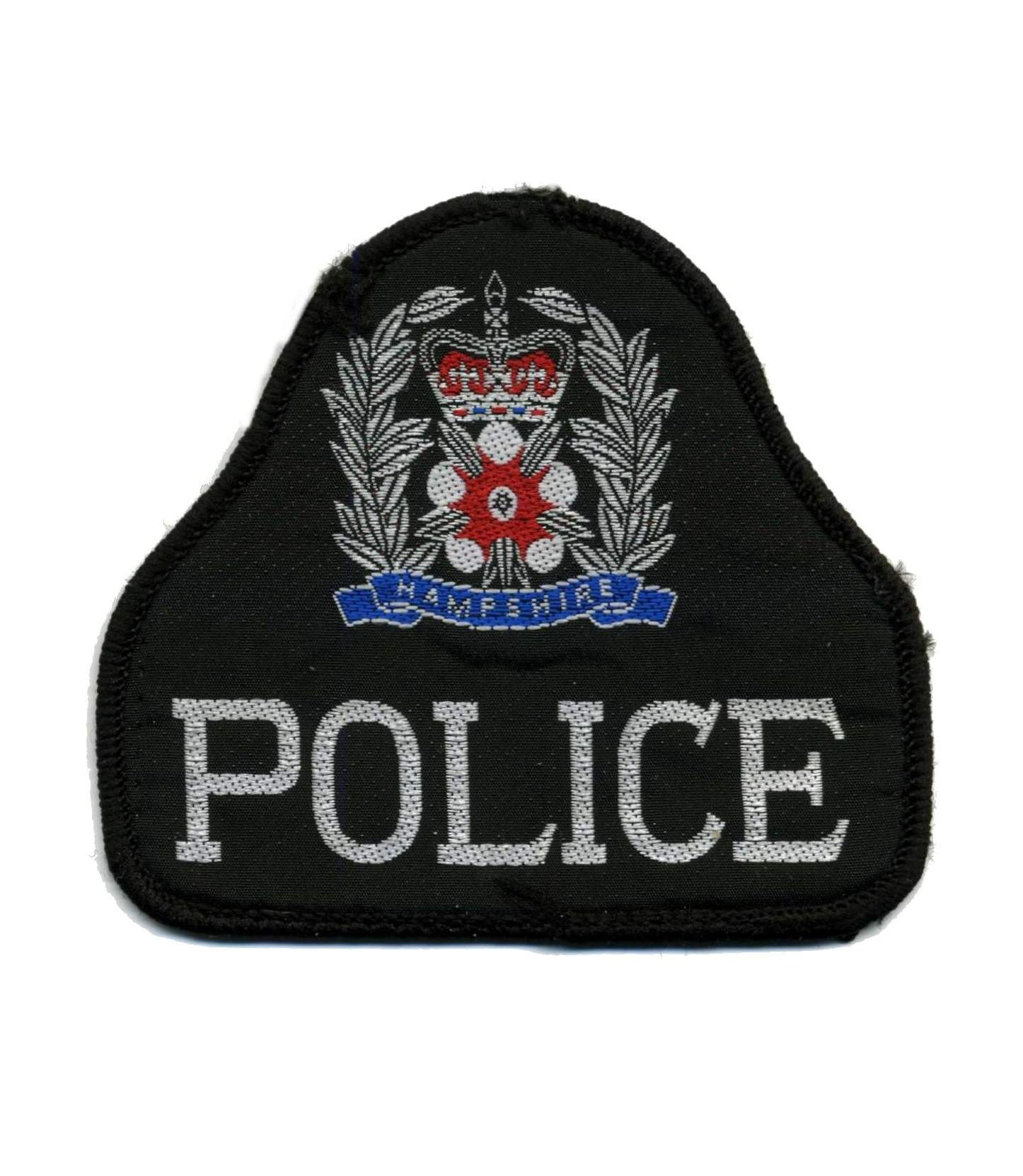
Naszywka mundurowa
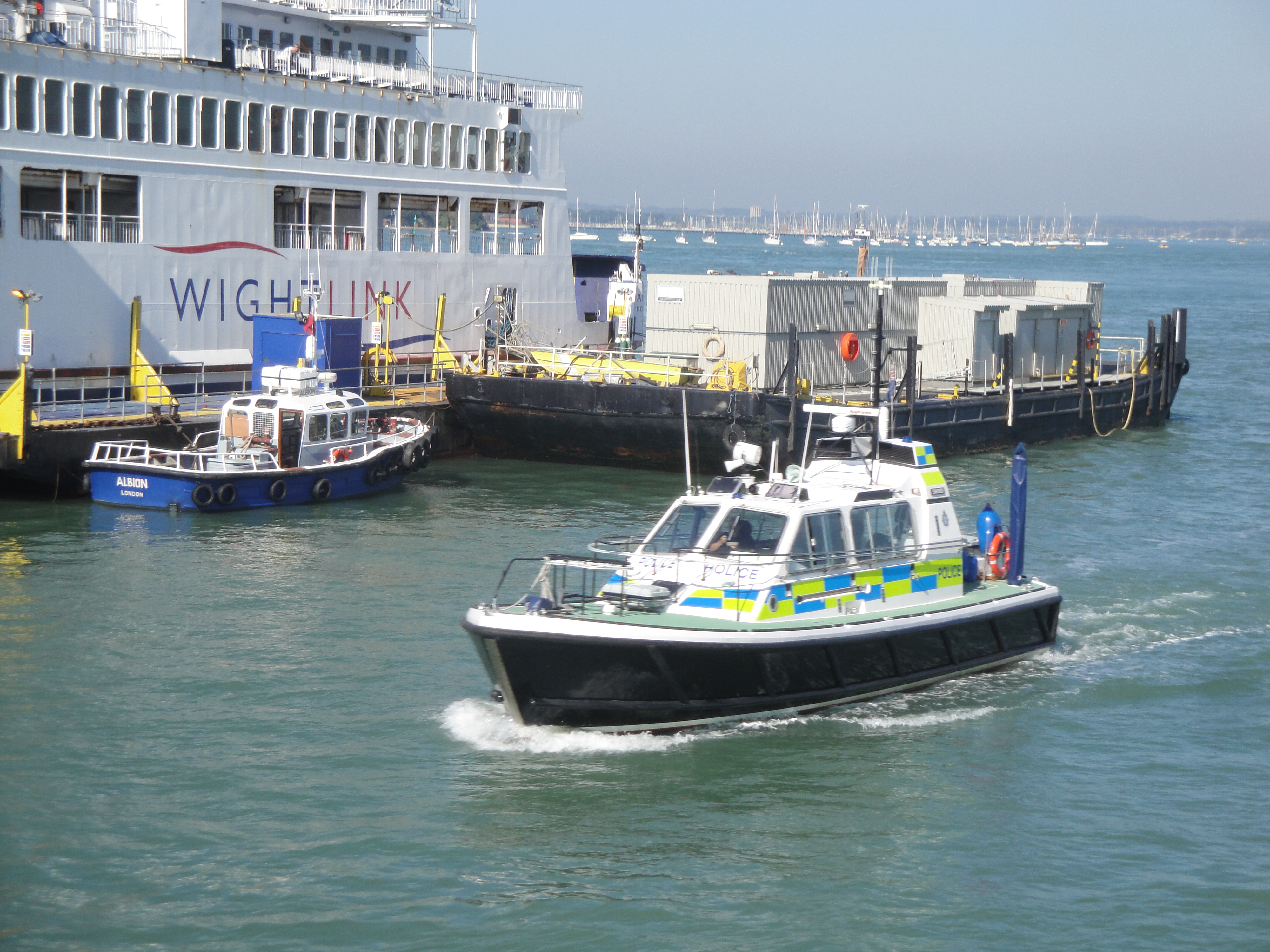
Łódź patrolowa w porcie w Portsmouth
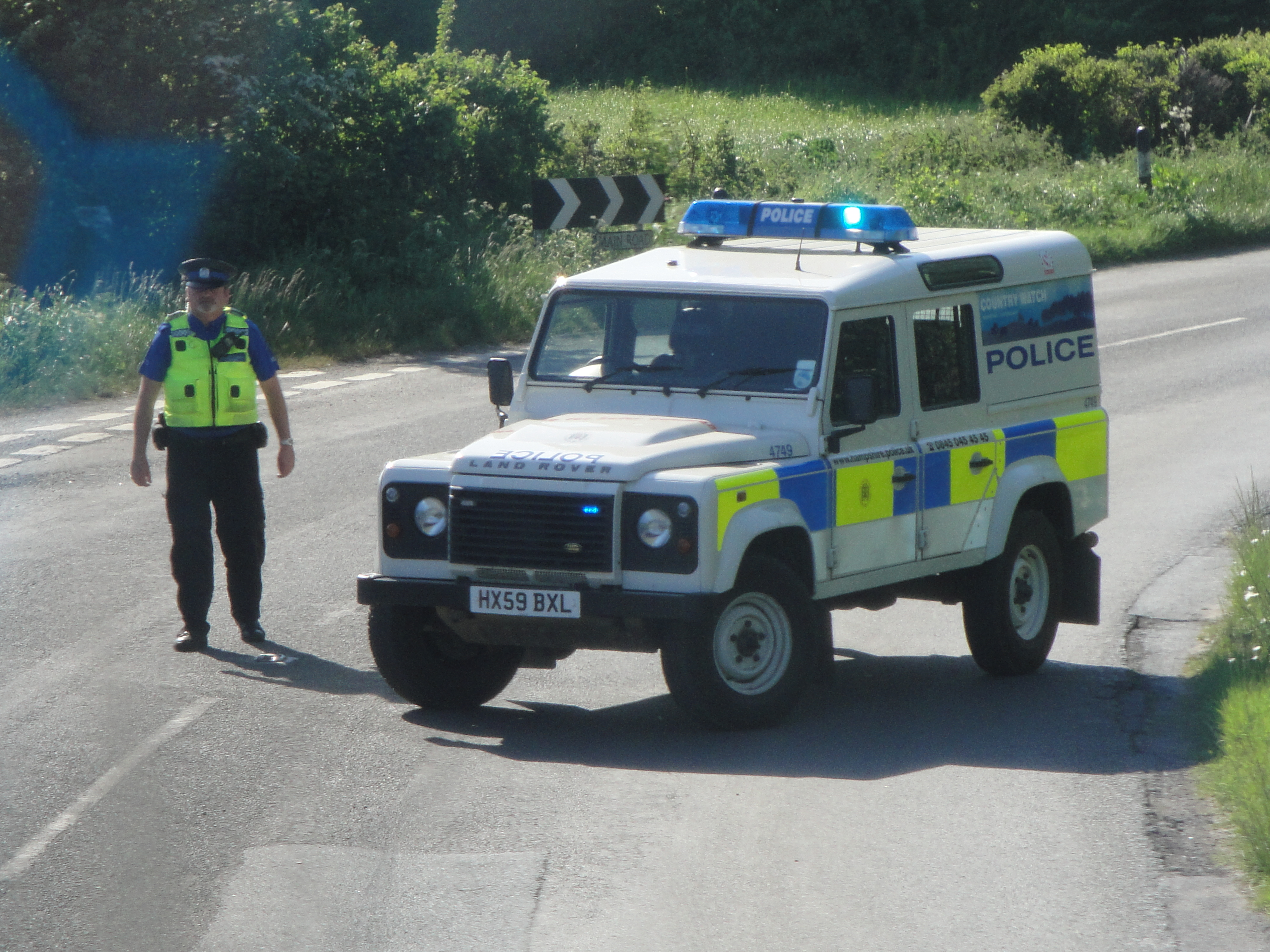
Land Rover Defender jako radiowóz Hampshire Police
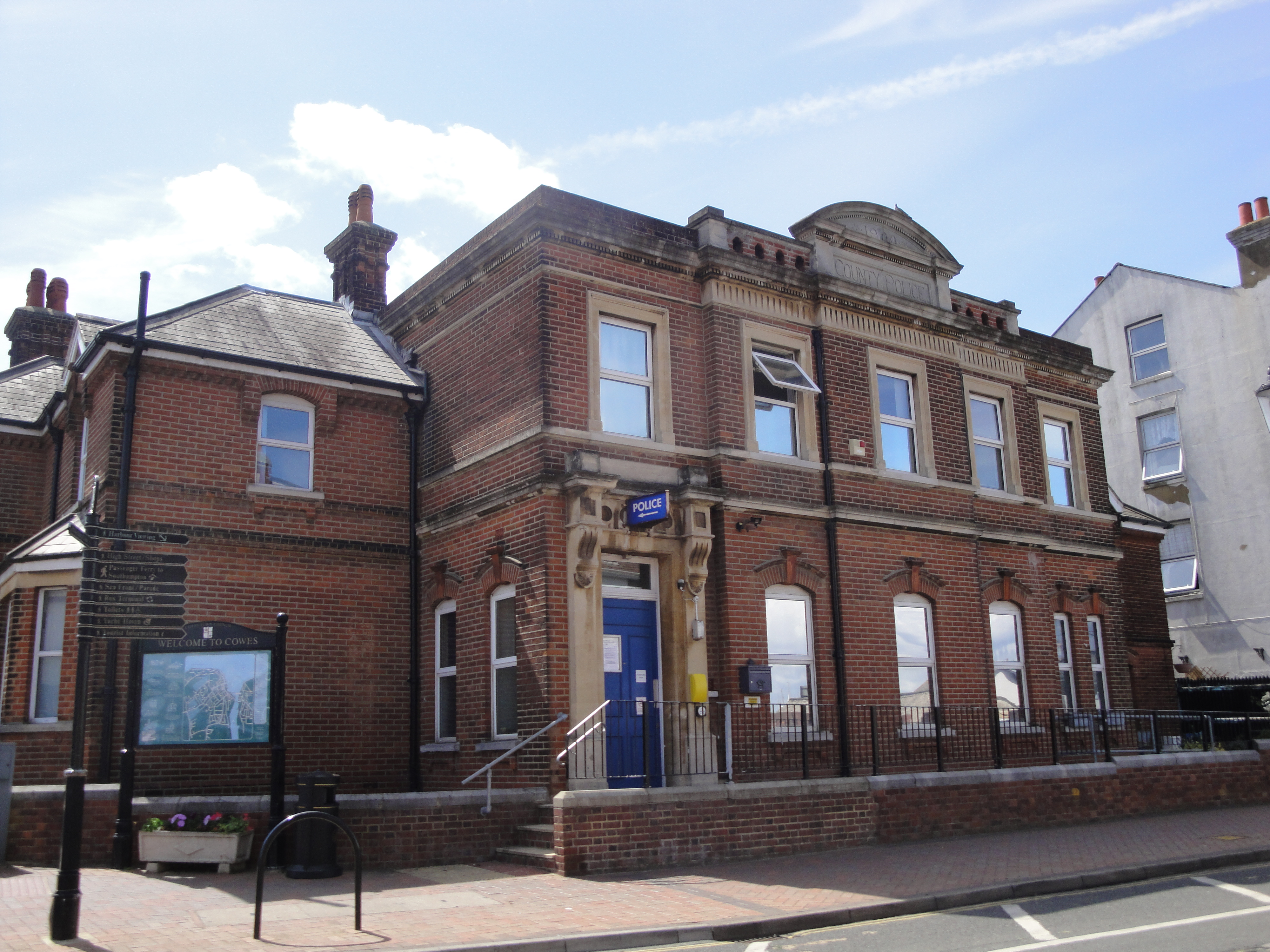
Posterunek w Cowes

## Przywódcy służby
- 1839–1842 - Captain George Robbins
- 1842–1856 - Captain William C. Harris
- 1856–1891 - Captain John Henry Forrest
- 1891–1893 - Captain Peregrine Henry Thomas Fellowes (killed on duty)
- 1894–1928 - Major St Andrew Bruce Warde
- 1928–1942 - Major Ernest Radcliffe Cockburn
- 1942–1962 - Sir Richard Dawnay Lemon
- 1962–1977 - Sir Douglas Osmond
- 1977–1988 - Sir John Duke
- 1988–1999 - Sir John Hoddinott
- 1999–2008 - Paul Kernaghan
- 2008–2013 - Alex Marshall
- 2013–2016 - Andy Marsh
- 2016–2023 - Olivia Pinkney